# 8780 Forte
8780 Forte (tên chỉ định: 1975 LT) là một tiểu hành tinh vành đai chính. Nó được phát hiện bởi Mario R. Cesco từ Đài thiên văn Félix Aguilar ở Leoncito Astronomical Complex ở Argentina ngày 13 tháng 6 năm 1975. Nó được đặt theo tên Juan Carlos Forte, nhà thiên văn học Argentina ở Đài thiên văn La Plata.